# نانوماشین
نانوماشین (به انگلیسی: Nanocar) مولکولی است که در دانشگاه رایس هیوستون تگزاس در سال ۲۰۰۵ توسط گروه پژوهشی جیمز تور ساخته شد.
باوجود نام آن، این مولکول دارای هیچگونه موتور مولکولی نیست.
این مولکول با هدف بررسی چگونگی جابجایی، لغزیدن یا گردش فولرنها بر روی سطوح فلزی ساخته شد

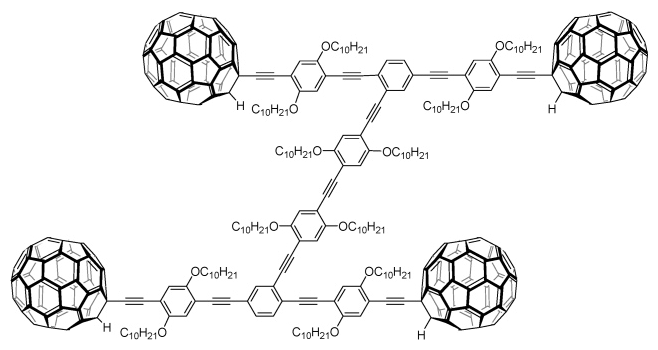
ساختار یک نانوماشین با فرمول C_{430}H_{274}O_{12}.